# The Internship
The Internship er en amerikansk komedie fra 2013. Filmen er instrueret af Shawn Levy, og har Vince Vaughn og Owen Wilson i hovedrollerne.

## Om filmen
Filmen havde premiere i Danmark 5. juli 2013.

## Handling
Billy (Vince Vaughn) og Nick (Owen Wilson) er to sælgere som bliver fyret og indser at de ikke er helt opdateret på den moderne digitale verden. De gider imidlertid ikke at acceptere det faktum at de muligvis er afdankede. Mod alle odds, formår de at tale sig ind i et prestigefyldt praktikophold i Google, hvor de skal kæmpe mod den meget yngre, smartere og langt mere teknisk orienterede college studerende. Deres mål er at bevise, at selv en gammel hund kan lære nye tricks, hvis du arbejder hårdt nok.

## Rolleliste
- Vince Vaughn som Billy McMahon
- Owen Wilson som Nick Campbell
- Rose Byrne som Dana
- Aasif Mandvi som Mr. Chetty
- Max Minghella som Graham Hawtrey
- Josh Brener som Lyle
- Dylan O'Brien som Stuart
- Tiya Sircar som Neha
- Tobit Raphael som Yo-Yo Santos
- Josh Gad som Headphones
- Jessica Szohr som Marielena
- Rob Riggle som Randy
- Eric André som Sid
- Harvey Guillen som Zach
- Gary Anthony Williams som Bob Williams
- Bruno Amato som Sal
- JoAnna Garcia Swisher som Megan
- Anna Enger som Eleanor
- Sean Goulding som Snitch

## Eksterne kilder
- The Internship på Internet Movie Database (engelsk)
- The Internship på Filmdatabasen
- The Internship på Scope
- The Internship i Svensk Filmdatabas (svensk)
- The Internship på AlloCiné (fransk)
- The Internship på MovieMeter (nederlandsk)
- The Internship på AllMovie (engelsk)
- The Internship på The Movie Database (engelsk)
- The Internship på Rotten Tomatoes (engelsk)
- The Internship på Metacritic (engelsk)